# المقبرة العسكرية التذكارية ببورسعيد
المقبرة العسكرية التذكارية ببورسعيد أو مقابر الكومنولث ببورسعيد هي مقبرة عسكرية في مدينة بورسعيد، لجنود الكومنولث الذين قُتلوا خلال الحرب العالمية الأولى والثانية ودٌفنوا في مصر وتشرف عليها هيئة الكومنولث لمقابر الحرب.

## تاريخها
مثلت بورسعيد مركزاً استشفائياً مهماً خلال الحرب العالمية الأولى. حيث استقبلت الجرحى من حملة غاليبولي ولاحقاً من العمليات في مصر وفلسطين خلال الفترة من مايو إلى نوفمبر 1915. وفي فبراير 1916، ضمت بورسعيد المستشفى العام رقم 31، والمستشفى الثابت رقم 15، ومحطة معالجة الإصابات رقم 26. ووصل في وقت لاحق مستشفى نيوزيلندا الثابت والمستشفى الأسترالي العام رقم 14. بدأ إنشاء المقبرة في أكتوبر 1914 وتوسعت قليلاً بعد الهدنة عندما جُلبت رفاة من مقابر أخرى. وتشمل القبور 15 قبراً مجهول الهوية لطاقم ناقلة النفط «تتاراكس» التي أُصيبت بطوربيد في أغسطس 1918. وخلال الحرب العالمية الثانية، كانت بورسعيد مقراً لقطاع الدفاع العسكري عن القناة. جاءت معظم عمليات الدفن في هذه الفترة من المستشفيات ومخيم مؤقت في المنطقة، ولكن في وقت لاحق، نُقلت بعض القبور من مقابر أخرى حيث لم يكن ضمان صيانتها الدائمة ممكناً. تحتوي المقبرة حالياً على 544 قبراً لجنود الكومنولث الذين قُتلوا في الحرب العالمية الأولى و111 قبراً للذين قُتلوا في الحرب العالمية الثانية. كما تضم المقبرة 430 قبراً عسكرياً لجنسيات أخرى و7 قبور لأفراد غير عسكريين.
تتصل المقبرة العسكرية التذكارية ببورسعيد بمقبرة أخرى صغيرة لجنود الكومنولث هي مقبرة بورسعيد البروتستانتية البريطانية التي تضم 6 قبور.